# Norsjö
Norsjö é um município sueco (1,751 km² e 4 483 habitantes) no condado da Bótnia Ocidental, situado no norte da  Suécia. A sua sede é Norsjö com 2000 habitantes e que fica a 301 m de altura. Os primeiros povoados no município datam do século XV. Durante os primeiros séculos os residentes viviam da pesca, caça e agricultura. Hoje a cidade vive da indústria madeireira e mineira.